# شاكا بونك
شاكا بونك (بالإنجليزية: Shaka Ponk)‏ مجموعة موسيقية فرنسية مختصة في أحد فروع موسيقى الروك وهو Experimental rock. تأسست المجموعة سنة 2004 وتمتزج كلمات أغانيها بين الفرنسية، الإنجليزية والإسبانية.

## من أشهر أغاني المجموعة
- My name is Stain
- I'm Picky
- Let's Bang

## وصلات خارجية
- شاكا بونك على موقع ميوزك برينز (الإنجليزية)
- شاكا بونك على موقع أول ميوزيك (الإنجليزية)
- شاكا بونك على موقع ديسكوغز (الإنجليزية)

- الموقع الرسمي للمجموعة